# Leslie Feinberg
Leslie Feinberg (Kansas City, 1 september 1949 – Syracuse, 15 november 2014) was een Amerikaans butch lesbische transgender activist, communist, auteur en journalist. Feinberg schreef Een butch zingt de blues (originele titel Stone Butch Blues) in 1993. Haar boeken, met name Stone Butch Blues en haar baanbrekende non-fictie-boek Transgender Warriors legden de fundamenten voor veel terminologie en bewustzijn rondom genderstudies en waren onmisbaar om deze issues onder breed publiek kenbaar te maken.

## Vroege leven
Feinberg werd geboren in Kansas City, Missouri, en groeide op in Buffalo, New  York, in een Joodse arbeidersfamilie. Toen zij veertien jaar oud was begon ze te werken bij een lokaal warenhuis, op de afdeling waar reclameborden werden gemaakt. Feinberg maakte haar voortgezet onderwijs bij Bennett High School (Buffalo, NY) niet af, maar kreeg toch officieel haar diploma. Feinberg begon regelmatig homobarren in Buffalo te bezoeken en had meestal slecht betaalde, tijdelijke baantjes, zoals bordenwasser, industrieel schoonmaker, gebarentolk, administratief medewerker. Ze heeft ook gewerkt bij een PVC-buizenfabriek en bij een boekbinderij.

## Carrière
Toen zij een twintiger was, ontmoette Feinberg leden van de Workers World Party bij een demonstratie voor het landrecht en zelfbeschikkingsrecht van Palestijnen en sloot zich aan bij de lokale afdeling van die partij. Na haar verhuizing naar New York deed Feinberg jarenlang namens die partij mee aan demonstraties tegen oorlog, tegen racisme en voor arbeidersrechten, zoals de March Against Racism (Boston, 1974), een nationale tour over HIV/AIDS (1983-84) en een mobilisatie tegen KKK-leden (Atlanta, 1988).
In de jaren 1970 begon Feinberg te schrijven. Als lid van de Workers World Party was zij 15 jaar lang redacteur van de pagina over politieke gevangenen van de krant Workers World en in 1995 werd zij daar hoofdredacteur.
Feinbergs eerste roman, de in 1993 verschenen Stone Butch Blues, naar het Nederlands vertaald onder de naam Een butch zingt de blues, won de Lambda Literatuurprijs en de Gay & Lesbian Book Award van de American Library Association. Hoewel er parallellen zijn tussen de hoofdpersoon van dat boek en Feinbergs eigen levenservaring als lesbische arbeider, is het werk niet autobiografisch.
Haar non-fictie werken waren onder andere de boeken Transgender Liberation: A Movement Whose Time Has Come (1992) en Transgender Warriors: Making History from Joan of Arc to Dennis Rodman (1996). In Transgender Warriors definieert Feinberg transgender als een zeer brede parapluterm die "alle mensen die de culturele grenzen van gender overschrijden" omvat.
In 2009 kwam haar werk Rainbow Solidarity in Defense of Cuba uit, een compilatie van 25 journalistieke artikelen. Feinbergs werk over LHBT-geschiedenis verscheen vaak in de krant Workers World.
In 1996 was Feinberg te zien in Rosa von Praunheims documentaire Transexual Menace.
In 2007 kreeg Feinberg een eredoctoraat van de Starr King School for the Ministry.
In juni 2019 was Feinberg postuum een van de eerste vijftig Amerikaanse "pioniers en helden" die werden aangebracht op de National LGBTQ Wall of Honor in het Stonewall National Monument (SNM) in de Stonewall Inn in New York. De SNM is het eerste Amerikaanse nationale monument voor LHBT-rechten en de geschiedenis van LHBT-mensen. Het monument is onthuld tijdens de evenementen rondom de 50e verjaardag van de Stonewall-rellen.

## Ziekte
In 2008 werd bij Feinberg de ziekte van Lyme vastgesteld. Ze schreef dat de ziekte zich voor het eerst manifesteerde in de jaren 1970, toen er nog weinig bekend was over dergelijke zietes. Jarenlang wantrouwde zij doktoren en was zij zorgmijder vanwege haar transgender-identiteit en de stigma's die daaraan verbonden waren. Daarom werd zij pas veel later in haar leven behandeld voor die ziekte. In de jaren 2000 maakte Feinberg kunst en blog-artikelen over haar ziekte met een focus op gehandicaptenkunst en klassebewustzijn.

## Voornaamwoordgebruik
Feinberg zei in een interview in 2006 dat de voornaamwoorden waaraan zij de voorkeur geeft veranderlijk zijn al naargelang de context:
 Wat mij betreft hangen voornaamwoorden altijd af van de context. Ik heb een vrouwelijk lichaam, ik ben een butch lesbienne – naar mij verwijzen als "zij/haar" is gepast, vooral in een niet-trans context waarin naar mij verwijzen als "hij/hem" de sociale contradictie tussen mijn geboortegeslacht en genderexpressie lijkt op te lossen en het feit dat ik transgender ben onzichtbaar zou worden. Ik hou van de Engelse genderneutrale voornaamwoorden "ze/hir" omdat dat het onmogelijk maakt om vast te houden aan aannames rondom gender, sekse en seksuele geaardheid van een persoon die je nog niet ontmoet hebt of die je nog maar net hebt ontmoet. En in alle trans omgevingen eert het gebruik van "hij/hem" mijn genderexpressie op dezelfde manier als wanneer men naar een drag queen verwijst als "zij/haar". —  Leslie Feinberg
In haar statement over Feinbergs dood schreef haar weduwe dat het Feinberg niet echt uitmaakte welke voornaamwoorden men gebruikte om naar haar te verwijzen:
 Zij gaf de voorkeur aan de voornaamwoorden zij/haar of [in het Engels] zie/hir, maar zei ook: "Het maakt voor mij wel uit welk voornaamwoord mensen gebruiken, maar mensen hebben respectvol over mij gesproken met de verkeerde voornaamwoorden, en respectloos met de juiste voornaamwoorden. Het hangt er vanaf of degene die het voornaamwoord gebruikt een bigot is, of mij respecteert." —  Minnie Bruce Pratt

## Persoonlijk leven
Feinberg beschreef zichzelf als "een antiracistische, witte, niet-religieus Joodse, transgender, lesbische, vrouwelijke, revolutionaire, communistische arbeider."
Volgens Julie Enszner, een vriendin van Feinberg, deed zij zich om veiligheidsredenen soms voor als een man.
Feinbergs weduwe, Minnie Bruce Pratt, is gepensioneerd. Zij was hoogleraar aan de Universiteit van Syracuse in de staat New York. Feinberg en Pratt zijn in 2011 in de staten New York en Massachusetts getrouwd.
Feinberg stierf op 15 november 2014 aan complicaties veroorzaakt door door teken overgebrachte ziektes, waaronder "de ziekte van Lyme, babesiosis en Protomyxzoa rheumatica", waaraan zij al sinds de jaren 1970 leed. Haar laatste woorden zouden geweest zijn: "Bespoedig de revolutie! Herinner me als een revolutionair communist."

## Voetnoten
- Bibsys: 90911653
- Bibliothèque nationale de France: cb179553838 (data)
- CiNii: DA18530762
- Gemeinsame Normdatei: 129631442
- International Standard Name Identifier: 0000 0000 7871 1719
- Library of Congress Control Number: n93001897
- Nationale Bibliotheek van Tsjechië: ola2003201082
- Nationale bibliotheek van Australië: 35112317
- Nationale Bibliotheek van Israël: 987007282289005171
- Nederlandse Thesaurus van Auteursnamen: 33374831X
- SNAC: w6ck96nh
- Système universitaire de documentation: 097398470
- Trove: 830114
- Virtual International Authority File: 52773341
- WorldCat: E39PBJcGmtMfXKfVtBRFm4dRKd